# Benvenuti a Napoli
Benvenuti a Napoli è il quattordicesimo album del cantante napoletano Luciano Caldore, del 2011, dedicato a Napoli con le migliori canzoni della musica classica napoletana.

## Tracce
1. Giuramento
2. Tu ca nun chiagne
3. Dicitencello vuie
4. 'O sarracino
5. Torna a Surriento
6. Palcuscenico
7. Scalinatella
8. Fenesta vascia
9. 'O surdato 'nnammurato
10. Scapricciatiello